# Milotický vrch (dělostřelecká tvrz)
Dělostřelecká tvrz Milotický vrch (též Hohnberg) je tvrz, která byla plánována v důsledku zvolení Adolfa Hitlera kancléřem v Německu. Patřila mezi páteř obrany československého opevnění na severní hranici Československa. Byla situována na kótu 665 Hohnberg (dnes 674 Velký Tetřev) severovýchodně od Bruntálu. Tvrz však byla z finančních důvodů zrušena a nahradily ji dva izolované dělostřelecké sruby u Horních Životic. Tvrz měla být tvořena dvěma pěchotními sruby (OP-S 59-60), dělostřeleckou otočnou věží (OP-S 61), minometnou věží (OP-S 62) a vchodovým objektem (OP-S 62a). Podle některých zdrojů měla i údajně k tvrzi patřit pěchotní srub (OP-S 58).